# Nouvel an à Londres
 (juillet 2021).
 (janvier 2021).
La mise en forme du texte ne suit pas les recommandations de Wikipédia : il faut le « wikifier ».
Les points d'amélioration suivants sont les cas les plus fréquents. Le détail des points à revoir est peut-être précisé sur la page de discussion.
- Les titres sont pré-formatés par le logiciel. Ils ne sont ni en capitales, ni en gras.
- Le texte ne doit pas être écrit en capitales (les noms de famille non plus), ni en gras, ni en italique, ni en « petit »…
- Le gras n'est utilisé que pour surligner le titre de l'article dans l'introduction, une seule fois.
- L'italique est rarement utilisé : mots en langue étrangère, titres d'œuvres, noms de bateaux, etc.
- Les citations ne sont pas en italique mais en corps de texte normal. Elles sont entourées par des guillemets français : « et ».
- Les listes à puces sont à éviter, des paragraphes rédigés étant largement préférés. Les tableaux sont à réserver à la présentation de données structurées (résultats, etc.).
- Les appels de note de bas de page (petits chiffres en exposant, introduits par l'outil «  Source ») sont à placer entre la fin de phrase et le point final[comme ça].
- Les liens internes (vers d'autres articles de Wikipédia) sont à choisir avec parcimonie. Créez des liens vers des articles approfondissant le sujet. Les termes génériques sans rapport avec le sujet sont à éviter, ainsi que les répétitions de liens vers un même terme.
- Les liens externes sont à placer uniquement dans une section « Liens externes », à la fin de l'article. Ces liens sont à choisir avec parcimonie suivant les règles définies. Si un lien sert de source à l'article, son insertion dans le texte est à faire par les notes de bas de page.
- La présentation des références doit suivre les conventions bibliographiques. Il est recommandé d'utiliser les modèles {{Ouvrage}}, {{Chapitre}}, {{Article}}, {{Lien web}} et/ou {{Bibliographie}}. Le mode d'édition visuel peut mettre en forme automatiquement les références.
- Insérer une infobox (cadre d'informations à droite) n'est pas obligatoire pour parachever la mise en page.

Pour une aide détaillée, merci de consulter Aide:Wikification.
Si vous pensez que ces points ont été résolus, vous pouvez retirer ce bandeau et améliorer la mise en forme d'un autre article.
 (janvier 2021).
Les feux d'artifice du réveillon du Nouvel An à Londres, un feu d'artifice du réveillon du Nouvel An, sont célébrés le long du quai Victoria et des zones de la rive sud de la Tamise, où se trouvent le London Eye et Big Ben. Le compte à rebours est accompagné du carillon de Big Ben et d'un compte à rebours numérique projeté sur le Shell Centre. Les feux d'artifice sont lancés au large du London Eye et de barges dans la Tamise à minuit. L'exposition est organisée par Jack Morton Worldwide, avec Titanium Fireworks responsable de la pyrotechnie.

## Chronologie

### L'an 2000
Le premier feu d'artifice du réveillon du Nouvel an à Londres à eu lieu le 31 décembre 1999 pour célébrer l'an 2000. la BBC a estimé qu'environ 3 millions de personnes se sont rendues autour de la Tamise pour admirer le feu d'artifice.  Une "rivière de feu" était prévue pour accompagner le feu d'artifice, mais n'a pas eu l'effet escompter.

### 2001-2003
Un feu d'artifice était prévu en 2000 pour célébrer 2001, mais a été annulé en novembre en raison d'un différend entre le maire de Londres, Ken Livingstone, et le métro de Londres. Des différends similaires se sont également produits, provoquant l'annulation des expositions pour les célébrations de 2001-2002 et 2002-2003, bien qu'environ 80 000 fêtards se soient rassemblés autour du Trafalgar Square pour célébrer la nouvelle année, comme cela avait été une tradition pendant de nombreuses années.

### 2004
Pour l'événement 2003-2004, un feu d'artifice a bien eu lieu mais celui-ci n'a duré que 3 minutes.

### 2005
Pour l'événement de 2004-2005, à l'approche de minuit, une image de bougies a été projetée sur le Centre Shell en hommage aux victimes du tremblement de terre et du tsunami de 2004 dans l'océan Indien. De plus, à minuit, des feux d'artifice ont été lancés depuis la roue elle-même pour la première fois.

### 2006- 2011
De 2006 à 2011 un spectacle de feu d'artifice à eu lieu chaque année.

### 2011 - 2012
Pour le spectacle de 2011-2012, des feux d'artifice ont été tirés lors d'un événement exceptionnel depuis la tour Elizabeth, partant du haut du bâtiment vers l'extérieur, au-dessus des nombreux spectateurs et admirateurs, accueillant l'année où Londres a accueilli les Jeux olympiques. Des feux d'artifice ont été lancés sous la forme et la couleur du drapeau olympique, dans une exposition qui a duré environ onze minutes. En comparaison, celle de 2010 avait duré huit minutes.

### 2012 - 2013
L'exposition de 2012-2013 était basée à la fois sur le jubilé de diamant de la Reine d'Angleterre et les Jeux olympiques. Le discours de Noël de la Reine a été utilisé pour la première fois dans le spectacle de feux d'artifice.

### 2013 - 2014
Le thème des feux d'artifice de 2013-2014 était « Premières » ; une projection avant le feu d'artifice présenté par le maire de Londres Boris Johnson parlant des nombreuses premières qui sont venues du Royaume-Uni et de Londres même. Il a ensuite expliqué que le feu d'artifice 2013-2014 serait le «premier feu d'artifice multisensoriel au monde » avec des bonbons aromatisés aux fruits et des bracelets LED radiocommandés qui avaient déjà été utilisés lors de la tournée Mylo Xyloto de Coldplay et de la cérémonie de clôture des Jeux paralympiques de Londres 2012. Ceux-ci étaient remis aux fêtards lors de leur entrée dans les zones d'observation. Ces bonbons étaient comme indiqué dans le dépliant d'information à consommer avant le spectacle pour « préparer » les spectateurs aux saveurs qu'ils allaient ressentir pendant la soirée. Des brumes parfumées et de la mousse aromatisée comestible ont également été pulvérisées tout au long de la représentation,.

### 2014 - 2015
Pour l'exposition 2014-2015, le concepteur de l'exposition a déclaré que le feu d'artifice se concentrerait sur le fait que Londres est une ville de classe mondiale et comment elle peut continuer à l'être. Il était également axé sur la façon dont l'événement du Nouvel An à Londres était spécial pour le public. L'affichage de 2014-2015 a fait l'objet de controverses car une charge de 10 £ a été présentée par le maire de Londres, Boris Johnson, pour les billets pour les zones de visionnage officielles.

### 2015 - 2016
Pour l'exposition 2015-2016, le maire de Londres a annoncé un partenariat avec l'UNICEF, dans le cadre d'un appel à soutenir les enfants touchés par la guerre civile syrienne. Plusieurs monuments de Londres et d'Édimbourg ont été éclairés en bleu pour soutenir la campagne.

### 2016 - 2017
L'exposition de 2016-2017 s'est concentré sur les réflexions de l'année écoulée avec des thèmes centrés sur le plus grand succès de l'équipe de la Grande-Bretagne aux Jeux olympiques d'été de 2016 à Rio de Janeiro, au Brésil. L'exposition a également rendu hommage à Prince, David Bowie et Ronnie Corbett, tous décédés en 2016.

### 2017 - 2018
Le feu d'artifice de 2017-2018 était intitulé « Women 100 », en l'honneur du centenaire du droit de vote des femmes au Royaume-Uni. Une série de 23 feux d'artifice rouges sur « One Last Time » d'Ariana Grande a été jouée en souvenir des 23 personnes décédées dans l'attentat de la Manchester Arena.

### 2018 - 2019
Le feu d'artifice contenait des images politiques reflétant la « relation de Londres avec l'Europe », commençant par l'expression « Londres est ouverte » (qui a été utilisée par le maire Sadiq Khan, un opposant notable à la sortie du Royaume-Uni de l'Union européenne) parlée en plusieurs langues, et a présenté une séquence où le London Eye était éclairé aux couleurs du drapeau de l'Europe. Le thème a également été reflété dans certaines des chansons présentées, telles que « Don't Leave Me Alone », « Stay » et « We Are Your Friends ». Cela a attiré les critiques de ceux qui soutiennent le Brexit, affirmant qu'il s'agissait d'un geste politique inutile pour un événement public,.

### 2019 - 2020
Le thème de l'exposition 2019-2020 était « La nouvelle décennie britannique », célébrant la nouvelle décennie. L'exposition présentait de la musique et des extraits sonores relatifs à l'UEFA Euro 2020 alors à venir, où Londres accueillera sept matchs, dont la finale,.

### 2020 - 2021
Le 18 septembre 2020, le maire de Londres, Sadiq Khan, a déclaré à la LBC que le feu d'artifice 2020-2021 au London Eye avait été annulé en raison de la pandémie COVID-19 au Royaume-Uni, car cela encouragerait les rassemblements publics déconseillés par les ordres et les directives de santé publique à l'époque. Khan, ainsi que le bureau du maire, ont déclaré qu'un événement alternatif serait annoncé.
L'événement alternatif a été annoncé comme étant une présentation télévisée sur BBC One, qui présenterait des « faits importants » de l'année dernière. En raison des restrictions de niveau 4 à Londres et dans la majorité de l'Angleterre, les résidents ont été exhortés à rester à la maison, comme l'exigent les restrictions de niveau 4 où les résidents doivent s'abstenir de quitter leur domicile sans « excuse raisonnable », et presque tous les rassemblements sont interdits.
Cependant, l'événement était finalement un spectacle de feux d'artifice et un spectacle de drones centrés sur divers endroits de Londres, notamment l'O2, la Tamise, le Tower Bridge, le stade de Wembley et le tesson. Le spectacle présentait un compte à rebours depuis le haut du tesson en hommage à la marche caritative du Capitaine Tom, le National Health Service (NHS) et le mouvement Black Lives Matter. La finale du spectacle comprenait un appel environnemental raconté par David Attenborough, tandis que la ville a également promu l'événement comme étant l'événement de la Saint-Sylvestre le plus « écologique » de Londres,.

## Thèmes
Depuis 2011-2012, des thèmes ont été introduits avec les spectacles :
| An        | Thème                         | Description du thème |
| --------- | ----------------------------- | --- |
| 2011-2012 | Célébration olympique         | Hommage à Londres pour l'organisation des Jeux olympiques d'été de 2012. |
| 2012-13   | Le meilleur de 2012           | Hommage aux succès britanniques lors des Jeux olympiques d'été de 2012 et du jubilé de diamant d'Elizabeth II.                                                                                         |
| 2013-2014 | Premières                     | Hommage aux « premières » réalisées par Londres et le Royaume-Uni. |
| 2014-2015 | Ville de classe mondiale      | Présentation de la réputation de Londres en tant que « ville de classe mondiale ». |
| 2015-2016 | Bonne année bleue             | Lien avec la campagne « Résolution du Nouvel An pour les enfants » de l'UNICEF. |
| 2016-17   | Réflexions                    | Hommage aux succès britanniques lors des Jeux olympiques et paralympiques d'été de 2016. |
| 2017-2018 | Femmes 100                    | Hommage au centenaire du droit de vote des femmes au Royaume-Uni. |
| 2018-2019 | Londres est ouverte           | Célébration de la relation de Londres avec l'Europe dans le cadre du Brexit. |
| 2019-2020 | Nouvelle décennie britannique | Hommage à Londres pour l'organisation des matches pendant l'UEFA Euro 2020, avec de la musique londonienne et des artistes européens.                                                                  |
| 2020-2021 | Le pouvoir de l'espoir        | Feu d’artifice et spectacle de drones et de lumière reflétant les contraintes de la Grande-Bretagne durant la pandémie COVID-19, avec des hommages aux manifestations du NHS et de Black Lives Matter. |

## Diffusion
Les feux d'artifice sont diffusés sur BBC One et BBC News dans le cadre de leur programme annuel du réveillon du Nouvel An ,. De plus, le spectacle du millénaire a été diffusé dans l'émission 2000 Today de la BBC
Sky One diffuse le feu d'artifice, partagé avec Sky News qui a sa propre couverture des feux d'artifice, y compris Hogmanay d'Édimbourg. ITV diffuse un programme spécial d'ITV News appelé ITV News Including New Year Bongs. D'autres chaînes d'information internationales telles que CNN diffusent une couverture en direct des feux d'artifice.
L'émission 2016-2017 a également été enregistrée et diffusée en vidéo à 360 degrés.